# أمينوليفولينيك أسيد سينثاز
أمينوليفولينيك أسيد سينثاز (بالإنجليزية: Aminolevulinic acid synthase)‏ (الخاصية الكيميائية؛ EC 2.3.1.37) إنزيم يحفز التكثيف الجليكاين مع السكسيني l (succinyl)، حيث يتم في هذه العملية تشكيل وإنتاج حامض دلتا الأمينوليفولنيك. هذا الانزيم النووية المشفرة الميتوكوندريا هو أنزيم يعمل في الحد من معدل مسار الهيم للسكروز في الثديات. هناك نوعان من الأنسجة محددة النظائر في هذه الانزيمات: إنزيم التدبير المنزلي المشفرة بواسطة الجينات ALAS1 وإنزيم المشفرة بواسطة ALAS2.

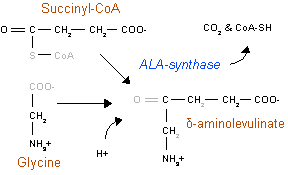
هيم التوليف

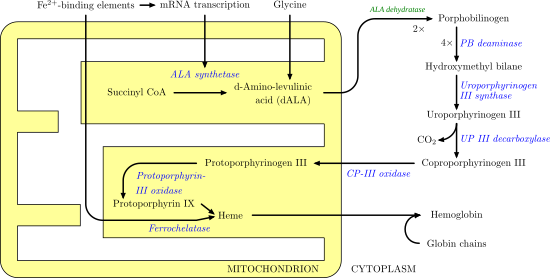
هيم التوليف، ملاحظة بعض التفاعلات في السيتوبلازم والبعض في الحبيبات الخيطية (الصفراء)

## وصلات اضافية
- NIH
- Abu-Farha M, Niles J, Willmore W (2005). "Erythroid-specific 5-aminolevulinate synthase protein is stabilized by low oxygen and proteasomal inhibition". Biochem Cell Biol. ج. 83 ع. 5: 620–30. DOI:10.1139/o05-045. PMID:16234850.{{استشهاد بدورية محكمة}}:  صيانة الاستشهاد: أسماء متعددة: قائمة المؤلفين (link)
- Shemin, D and Rittenberg, D (1945). "The Utilization of Glycine for the Synthesis of a Porphyrin". J. Biol. Chem. ع. 159: 567–8.{{استشهاد بدورية محكمة}}:  صيانة الاستشهاد: أسماء متعددة: قائمة المؤلفين (link)
- SIDEROBLASTIC ANEMIAS -ALAS-2 defect disease